# اراضی کالیکاپور
اراضی کالیکاپور (به لاتین: Arazi Kalikapur) یک روستا در بنگلادش است که در استان باریسال و در ناحیه باریسال واقع شده‌است.